# Copa del Mundo de Biatlón

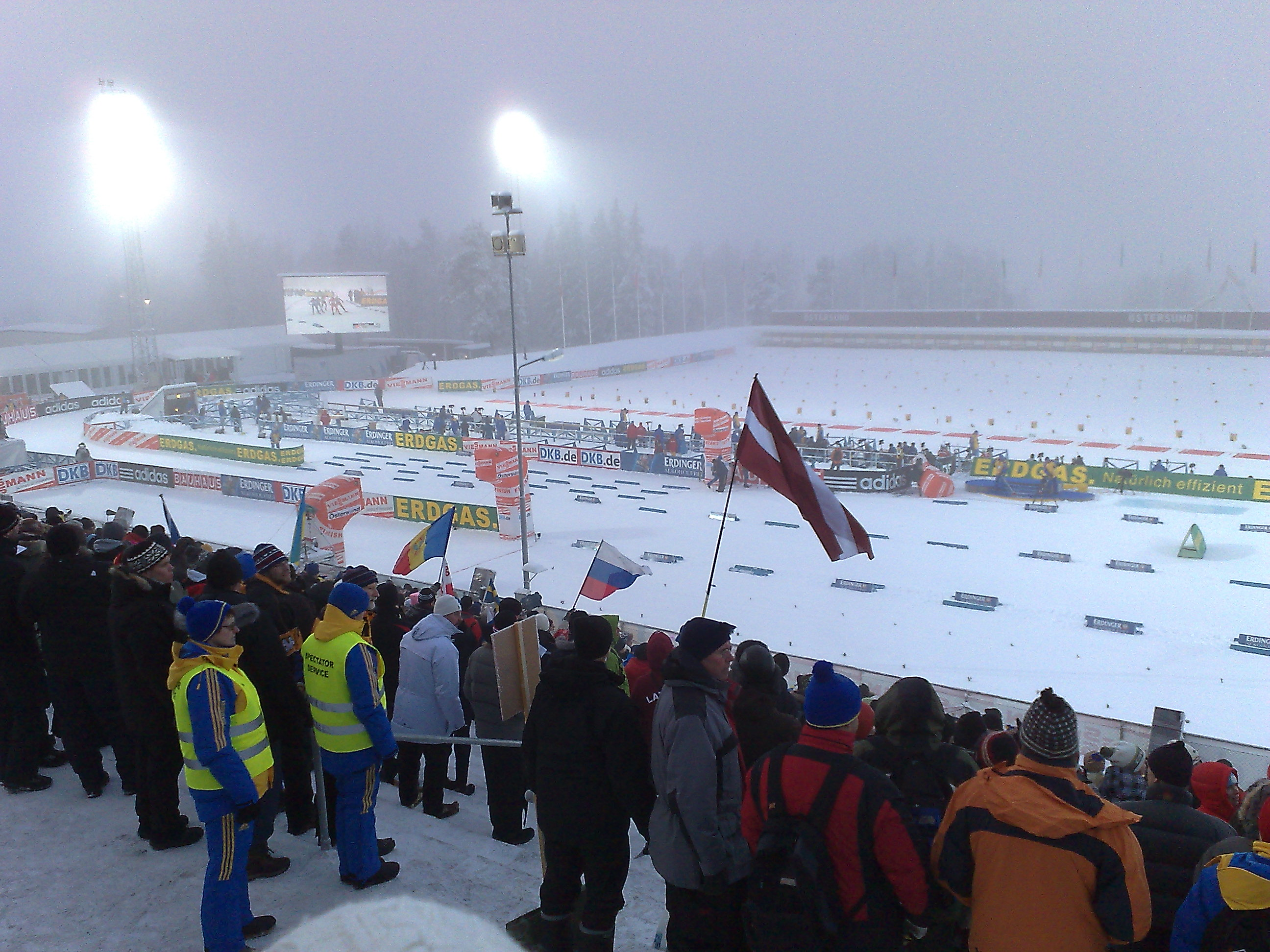
Östersund, Suecia.

La Copa del Mundo de Biatlón es una competición que ocupa toda la temporada de este deporte, aproximadamente de finales de noviembre a finales de marzo. Para los hombres, comenzó en la temporada 1977/78, y para las mujeres, cinco años después, en la temporada 1982/83.

## Ganadores
| Temp.   | Hombres                | Mujeres               |
| ------- | ---------------------- | --------------------- |
| 1977/78 | Frank Ullrich          | –                     |
| 1978/79 | Klaus Siebert          | –                     |
| 1979/80 | Frank Ullrich          | –                     |
| 1980/81 | Frank Ullrich          | –                     |
| 1981/82 | Frank Ullrich          | –                     |
| 1982/83 | Peter Angerer          | Gry Østvik            |
| 1983/84 | Frank-Peter Roetsch    | Mette Mestad          |
| 1984/85 | Frank-Peter Roetsch    | Sanna Grønlid         |
| 1985/86 | André Sehmisch         | Eva Korpela           |
| 1986/87 | Frank-Peter Roetsch    | Eva Korpela           |
| 1987/88 | Fritz Fischer          | Anne Elvebakk         |
| 1988/89 | Eirik Kvalfoss         | Elena Golovina        |
| 1989/90 | Serguéi Chépikov       | Jiřina Pelcová        |
| 1990/91 | Serguéi Chépikov       | Svetlana Pechórskaya  |
| 1991/92 | Jon Åge Tyldum         | Anfisa Reztsova       |
| 1992/93 | Mikael Löfgren         | Anfisa Reztsova       |
| 1993/94 | Patrice Bailly-Salins  | Svetlana Paramyguina  |
| 1994/95 | Jon Åge Tyldum         | Anne Briand           |
| 1995/96 | Vladímir Drachov       | Emmanuelle Claret     |
| 1996/97 | Sven Fischer           | Magdalena Forsberg    |
| 1997/98 | Ole Einar Bjørndalen   | Magdalena Forsberg    |
| 1998/99 | Sven Fischer           | Magdalena Forsberg    |
| 1999/00 | Raphaël Poirée         | Magdalena Forsberg    |
| 2000/01 | Raphaël Poirée         | Magdalena Forsberg    |
| 2001/02 | Raphaël Poirée         | Magdalena Forsberg    |
| 2002/03 | Ole Einar Bjørndalen   | Martina Beck          |
| 2003/04 | Raphaël Poirée         | Liv Grete Poirée      |
| 2004/05 | Ole Einar Bjørndalen   | Sandrine Bailly       |
| 2005/06 | Ole Einar Bjørndalen   | Kati Wilhelm          |
| 2006/07 | Michael Greis          | Andrea Henkel         |
| 2007/08 | Ole Einar Bjørndalen   | Magdalena Neuner      |
| 2008/09 | Ole Einar Bjørndalen   | Helena Ekholm         |
| 2009/10 | Emil Hegle Svendsen    | Magdalena Neuner      |
| 2010/11 | Tarjei Bø              | Kaisa Mäkäräinen      |
| 2011/12 | Martin Fourcade        | Magdalena Neuner      |
| 2012/13 | Martin Fourcade        | Tora Berger           |
| 2013/14 | Martin Fourcade        | Kaisa Mäkäräinen      |
| 2014/15 | Martin Fourcade        | Daria Domracheva      |
| 2015/16 | Martin Fourcade        | Gabriela Soukalová    |
| 2016/17 | Martin Fourcade        | Laura Dahlmeier       |
| 2017/18 | Martin Fourcade        | Kaisa Mäkäräinen      |
| 2018/19 | Johannes Thingnes Bø   | Dorothea Wierer       |
| 2019/20 | Johannes Thingnes Bø   | Dorothea Wierer       |
| 2020/21 | Johannes Thingnes Bø   | Tiril Eckhoff         |
| 2021/22 | Quentin Fillon Maillet | Marte Olsbu Røiseland |
| 2022/23 | Johannes Thingnes Bø   | Julia Simon           |
| 2023/24 | Johannes Thingnes Bø   | Lisa Vittozzi         |
| 2024/25 | Sturla Lægreid         | Franziska Preuß       |

## Máximos ganadores

### Hombres
Los esquiadores con tres o más copas del mundo:
| Nombre              | Años con victorias | Total |
| ------------------- | ------------------ | ----- |
| Martin Fourcade     | 2012-18            | 7     |
| Ole E. Bjørndalen   | 1998-2009          | 6     |
| Johannes T. Bø      | 2019-24            | 5     |
| Frank Ullrich       | 1978-82            | 4     |
| Raphaël Poirée      | 2000-04            | 4     |
| Frank-Peter Roetsch | 1984-87            | 3     |

Actualizado hasta la temporada 2023/24

### Mujeres
Las esquiadoras con tres o más copas del mundo:
| Nombre             | Años con victorias | Total |
| ------------------ | ------------------ | ----- |
| Magdalena Forsberg | 1997-2002          | 6     |
| Magdalena Neuner   | 2008-12            | 3     |
| Kaisa Mäkäräinen   | 2011-18            | 3     |

Actualizado hasta la temporada 2023/24